# بدون خروجی (ترانه)
«بدون خروجی» (به انگلیسی: No Exit)، ترانهٔ شمارهٔ ۴ آلبوم سال ۱۹۹۹ بلاندی، بدون خروجی، است. این تک‌آهنگ در ایالات متحده و بعضی نقاط اروپا اما نه در بریتانیا عرضه شد و آمیزه‌ای از موسیقی کلاسیک، راک و هیپ-هاپ است که از یک انترپولاسیون Toccata and Fugue اثر یوهان سباستین باخ در ماینور دی استفاده می‌کند. و شامل شعرهای رپ کولیو عوض‌شونده با دبی هری است.
این تک‌آهنگ در سال ۱۹۹۹ روی سی‌دی و نیز به عنوان یک سی‌دی یادبود تور مخصوص عرضه شد. سی‌دی پخش‌شده، شامل بازترکیب‌هایی از «بدون خروجی» است. سی‌دی یادبود تور شامل بازترکیب‌هایی از «هیچ خروجی»، «چیزی جز دختر واقعی نیست» و یک نسخهٔ تقلیدی از ترانهٔ موفق دیسکوی ۱۹۷۸ کارن یانگ، «هات شات»، است. یک نماهنگ برای یکی از بازترکیب‌های «هیچ خروجی» عرضه شد که شامل اینسپکته دک، یو-گاد و ماب دیپ به جای کولیو است.

## فهرست آهنگ‌ها
همهٔ ترانه‌ها: (هری، استین، دستری، کولیو، اشبی) مگر آن‌که ذکر شده باشد
‎EU & US CD‎
1. ‎ «No Exit" (The Loud Rock Remix Radio Version)‎ - ۴:۲۶
2. ‎ «No Exit" (The Infamous Hip Rock Version Radio Version)‎ -۳:۲۱
3. ‎ «No Exit" (Album Version)‎ - ۴:۱۹

UK CD Exclusive Tour Souvenir
1. ‎ «No Exit" (The Loud Rock Remix Radio Version)‎ - ۴:۲۶
2. ‎ «No Exit" (The Infamous Hip Rock Version Radio Version)‎ - ۳:۲۱
3. ‎ «Maria" (J & B Mix)‎ (دستری) - ۴:۵۱
4. ‎ «Maria" (Talvin Singh Rhythmic Mix)‎ (دستری) - ۴:۵۱
5. ‎ «چیزی جز آن دختر واقعی نیست» (DT Edit)‎ (دستری) - ۳:۱۳
6. ‎ «Hot Shot" (Borusiewicz, Kahn) - ۳:۴۶